# Casa Matabosch
La Casa Matabosch és una obra de Ripoll protegida com a Bé Cultural d'Interès Local.

## Descripció
L'edifici exempt està format per planta baixa, dos pisos i altell. Per la carretera de Ribes, el sòcol és de còdols treballats, als baixos hi ha cinc obertures de punt rodó; en el primer pis hi ha dos balcons amb reixes treballades, en el segon hi ha dues finestres i a l'altell hi ha una filera de set finestres amb arc de punt rodó. Els marcs de les obertures i de les cantonades són de ciment imitant pedra. La façana del carrer 27 de maig presenta una diversitat d'obertures pel que fa a tipologia. Pel carrer Pirineus hi ha un pati a l'altura del primer pis amb arcades de punt rodó, la façana de la casa que dona a aquest carrer no presenta cap element interessant. Pel que fa al carrer de les Vinyes hi ha dos obertures de garatges; la façana de la casa presenta al primer pis una tribuna. La casa disposa de jardí, des d'aquest s'accedeix al primer pis per una escala amb baranes de pedra. La teulada de l'edifici és a tres vessants.